# 勒伯尔
米里茨湖畔勒伯尔（德語：Röbel/Müritz），通称勒伯尔，是德国梅克伦堡-前波美拉尼亚州的市镇，隶属于梅克伦堡湖区县。总面积为30.69平方千米，截至2023年12月31日总人口为5,012人。